# 古物古蹟辦事處

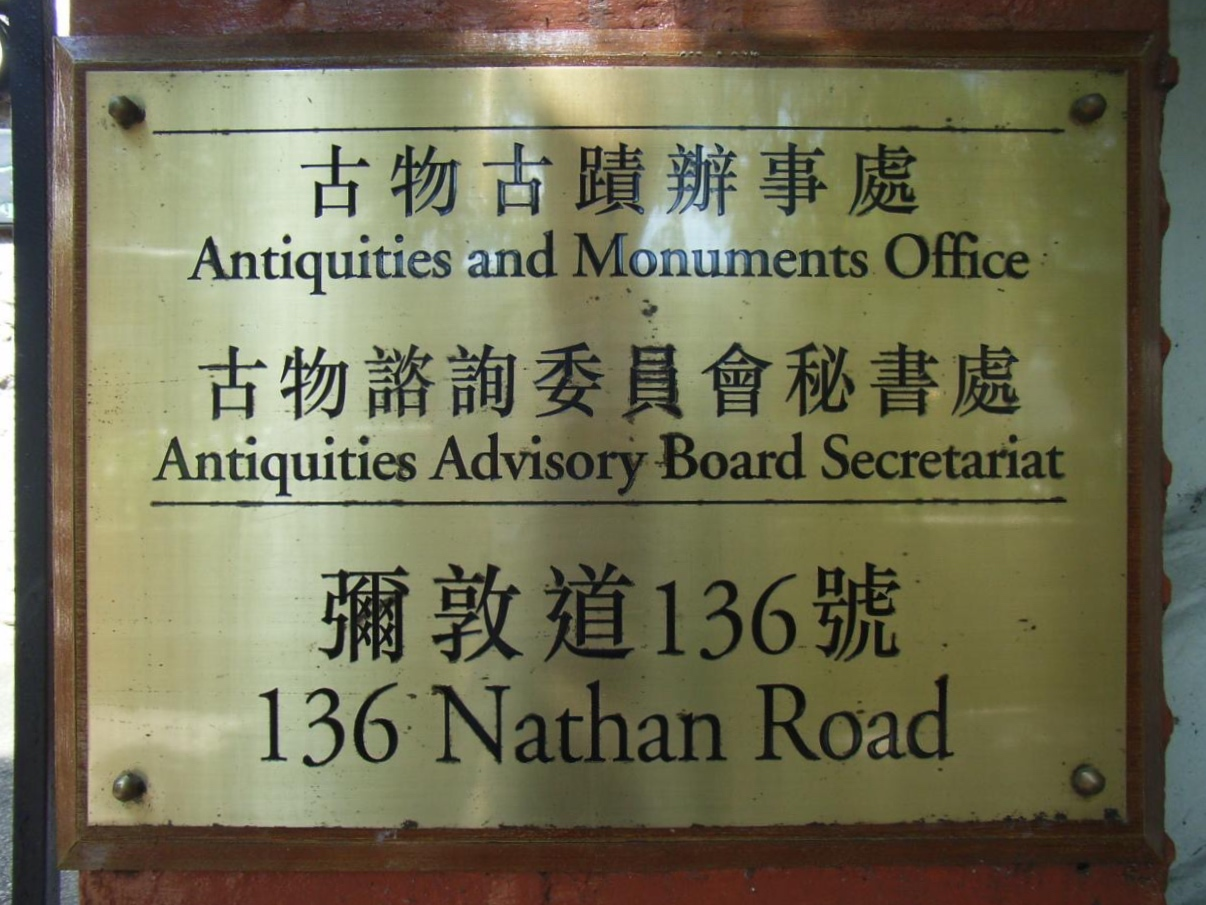
古物古蹟辦事處門牌

古物古蹟辦事處（英語：Antiquities and Monuments Office），簡稱古蹟辦，是中華人民共和國香港特別行政區政府發展局轄下的部門，按香港法例第53章《古物及古蹟條例》於1976年成立，其法定職能為鑑定、記錄、保護及研究香港的古蹟與文物，並執行相關保育政策。
古蹟辦與法定機構古物諮詢委員會（古諮會）協作運作，後者負責就古蹟評級及保育事宜向政府提供建議，而古蹟辦則負責執行古諮會的決議，包括評定香港歷史建築級別及宣布香港法定古蹟。根據《古物及古蹟條例》，古蹟辦需統籌具考古價值地點的勘定與發掘工作，並對受工程影響的遺址實施搶救措施。此外，該處亦管理約40棟開放予公眾參觀的歷史建築，並通過展覽、講座等活動推動文物教育。
古蹟辦總部位於九龍尖沙咀彌敦道136號的前九龍英童學校，該建築建於1902年，為香港現存最古老的英童學校校舍，屬維多利亞時代建築風格，本身亦被列為一級歷史建築。辦事處另設有香港文物探知館作為主要公眾教育場地，該館前身為威菲路軍營營房，經修復後於2005年開放，定期舉辦文物主題展覽及活動。

## 歷史
隸屬：
- 1976年至1997年6月30日：布政司署文康廣播科
- 1997年7月1日至1998年：文康廣播局
- 1998年至2000年：民政事務局
- 2000年至2019年：康樂及文化事務署
- 2019年起：發展局

## 批評
- 具價值的銅鑼灣利舞台在1992年拆卸，改建成普通商場，此時古物古蹟辦事處沒有發揮其應有的作用保護古蹟，遭當時輿論批評。類似的还有大部分设施被拆除的大坑虎豹別墅。
- 掌故作家韋基舜曾就香港歷史建築相關問題，與古物古蹟辦事處爆發筆戰，他力證孫中山先生曾被香港殖民地政府拘禁於域多利道扣押中心，並曾被驅逐出境，他亦認為古物古蹟辦事處決定把甘棠第改裝成為孫中山紀念館是「不尊重歷史之舉」。
- 古物諮詢委員會於2016年討論前皇都戲院的歷史評級，古物古蹟辦事處只將舊皇都戲院建議評為三級，即屬最低的級別。多名委員質疑皇都戲院值得更高評級，古諮會最終決定押後表決。唯古蹟辦認為戲院的內部改動太大，已失去原有戲院功能，原真性的價值相對較低。活現香港其後多次撰文，批評古蹟辦建議評級背離專業、常理及民情，做事黑箱封閉，尤其是在古諮會會議中，古蹟辦代表指戲院「裏面改動比較大」，但當被委員質疑及追問下，卻坦承其實當時並不充分掌握戲院內部的改動情況，只是「靠估」。後來活現香港邀請保育專家翻查戲院過往改動申請記錄，並親赴現場考察，證實戲院內部結構完整，「裏面改動比較大」根本是一派胡言，並指古蹟辦不如直接改名為「估即辦」- 「估一估即辦事處」（Assumptions Making Office, AMO）。此外，活現香港多番去信古蹟辦執行秘書蕭麗娟女士，要求檢視專家評審小組評分，或與專家小組見面溝通，或讓更多專家參與是次評級，但只是得到最典型「好官我自為之」的官僚回應，全部被拒。另外，香港電台《早辰。早晨》節目（2016年5月30日至6月1日）訪問了古蹟辦評審專家小組兩名成員，揭示他們的歷史觀超錯，價值觀駭人，也跟社會大眾的想法嚴重脫節。後來，古物諮詢委員會信納皇都戲院的獨有價值，經投票後決定推翻古蹟辦的建議，提升皇都戲院為一級歷史建築。
- 活現香港2018年9月去信申訴專員公署，投訴古物古蹟辦事處漠視古物諮詢委員會旁聽指引及規則，連續11次延遲公布古諮會開會日期、議程及討論文件。活現香港批評古蹟辦的做法欠缺透明度，有礙傳媒及公眾監察。申訴專員公署接納投訴，認為古蹟辦兩年半內屢違指引，情況並不理想，並敦促古蹟辦遵守指引，準時公布古諮會會議的相關資料。古蹟辦承諾，將於古諮會會議前7天公布開會議程及討論文件，而處方亦預先公布了古諮會本年的會議日期。[2]。
- 2020年12月，主教山配水庫的清拆計劃被社交媒體曝光，並引發香港市民關注。清拆事件也引起部分人質疑政府的保育歷史文物機制已失效，尤其是古蹟辦出現嚴重專業失職。在2021年2月23日的深水埗區議會會議，多名議員要求古蹟辦官員就保育失職道歉，古蹟辦堅拒致歉。[3]。
- 2021年1月，《明報》發現建於1901年的馬己仙峽道食水配水庫和建於1908年的克頓道配水庫，以古羅馬式建築風格建造。水務署曾就重置及擴建工程諮詢古蹟辦，不過對工程無異議，最後被拆。古物諮詢委員會主席蘇彰德稱，對建成百年的水庫遭拆卸感到可惜。而知情人士透露，目前古蹟辦的架構是以館長職系為主，主要重視考古和博物館工作，不過沒有相關的人員具建築結構和土木工程等專業知識。[4]

## 外部連結
- 香港特別行政區政府 古物古蹟辦事處（页面存档备份，存于）